# Fushigi yûgi
Fushigi yûgi (ふしぎ遊戯? lett. "Il gioco del mistero" o "Il gioco misterioso"), è un manga scritto e illustrato da Yū Watase, pubblicato sul periodico Shōjo Comic della Shogakukan. Dal manga sono stati tratti anche una serie televisiva anime di 52 episodi, a cui sono seguite tre serie OAV.
In Italia il manga è stato pubblicato dalla divisione Planet Manga della Panini Comics, mentre la Dynamic Italia e la Dynit hanno pubblicato rispettivamente l'edizione italiana della prima e della seconda delle tre serie OAV, mentre la serie televisiva e la terza serie OAV rimangono inedite in italiano.
Nel 2008 l'autrice ha iniziato la serializzazione del manga prequel Fushigi yûgi Special (ふしぎ遊戯玄武開伝?, Fushigi yūgi genbu kaiden).

## Trama
Miaka Yuki è una ragazza allegra e spensierata che però per entrare nel liceo Jonan deve superare degli esami molto ardui. Ogni giorno si reca in biblioteca con l'amica Yui (che a differenza sua è brava a scuola) per studiare.
Un giorno Miaka e Yui mentre sono in biblioteca trovano per terra un vecchio libro caduto da uno scaffale della biblioteca. Il libro è intitolato Shijintenchisho ("Il libro dell'universo dei quattro dei") e narra storie ambientate in un paese immaginario molto simile alla Cina feudale, tra cui una in cui si racconta di una ragazza che, raccogliendo le sette stelle, acquisisce poteri speciali con i quali poter realizzare qualunque desiderio.
Mentre Miaka legge la prima pagina del libro, per effetto di un incantesimo entra nel libro stesso insieme a Yui. Le ragazze si ritrovano aggredite da dei briganti ma vengono salvate da Tamahome, una delle sette stelle di Suzaku. Dopo il salvataggio Yui riesce a uscire dal libro. Mentre Miaka, che cerca Tamahome per sapere dov'è finita Yui, non ce la farà. Quando Miaka ritrova Tamahome, hanno un incontro con l'imperatore, che li rinchiude entrambe in una prigione.
Successivamente Miaka scopre di essere Suzaku no miko (letteralmente "Sacerdotessa della fenice"), ovvero la sacerdotessa di Suzaku (uno dei quattro dei) rappresentato appunto da una fenice rossa, che compie l'evocazione di una divinità per scongiurare una guerra fra Konan e Kutou. Più tardi Miaka insieme a Tamahome, Hotohori e Nuriko trova un modo per tornare a casa. Durante il trasporto avviene uno scambio tra Miaka e Yui, che finisce a Kutou. Scoprendo di essere Seiryū no miko ("Sacerdotessa del drago").

## Manga
Il manga è stato pubblicato in Giappone sul periodico Shōjo Comic della Shogakukan dal maggio 1992 al luglio 1996 ed è formato a 18 tankōbon. In Italia è stato pubblicato dalla Planet Manga sulla testata Collana Planet dal marzo 2001 all'agosto 2004 in 36 volumetti (ogni volume italiano corrisponde a mezzo volume originale) con lettura ribaltata rispetto all'originale.

### Volumi
| Nº Ja | Nº It | Data di prima pubblicazione | Data di prima pubblicazione | Data di prima pubblicazione |
| Nº Ja | Nº It | Giapponese                  | Giapponese                  | Italiano                    |
| ----- | ----- | --------------------------- | --------------------------- | --------------------------- |
| 1     | 1-2   | 26 maggio 1992              | ISBN 4-09134-351-1          | marzo 2001 maggio 2001      |
| 2     | 3-4   | 21 agosto 1992              | ISBN 4-09134-352-X          | luglio 2001 settembre 2001  |
| 3     | 5-6   | 26 novembre 1992            | ISBN 4-09134-353-8          | novembre 2001 gennaio 2002  |
| 4     | 7-8   | 26 gennaio 1993             | ISBN 4-09134-354-6          | marzo 2002 aprile 2002      |
| 5     | 9-10  | 26 aprile 1993              | ISBN 4-09134-355-4          | maggio 2002 giugno 2002     |
| 6     | 11-12 | 26 luglio 1993              | ISBN 4-09134-356-2          | luglio 2002 agosto 2002     |
| 7     | 13-14 | 26 ottobre 1993             | ISBN 4-09134-357-0          | settembre 2002 ottobre 2002 |
| 8     | 15-16 | 26 gennaio 1994             | ISBN 4-09134-358-9          | novembre 2002 dicembre 2002 |
| 9     | 17-18 | 26 aprile 1994              | ISBN 4-09134-359-7          | gennaio 2003 febbraio 2003  |
| 10    | 19-20 | 26 luglio 1994              | ISBN 4-09134-360-0          | marzo 2003 aprile 2003      |
| 11    | 21-22 | 26 ottobre 1994             | ISBN 4-09136-221-4          | maggio 2003 giugno 2003     |
| 12    | 23-24 | 26 gennaio 1995             | ISBN 4-09136-222-2          | luglio 2003 agosto 2003     |
| 13    | 25-26 | 26 aprile 1995              | ISBN 4-09136-223-0          | settembre 2003 ottobre 2003 |
| 14    | 27-28 | 26 luglio 1995              | ISBN 4-09136-224-9          | novembre 2003 dicembre 2003 |
| 15    | 29-30 | 26 ottobre 1995             | ISBN 4-09136-225-7          | gennaio 2004 febbraio 2004  |
| 16    | 31-32 | 26 gennaio 1996             | ISBN 4-09136-226-5          | marzo 2004 aprile 2004      |
| 17    | 33-34 | 25 aprile 1996              | ISBN 4-09136-227-3          | maggio 2004 giugno 2004     |
| 18    | 35-36 | 26 luglio 1996              | ISBN 4-09136-228-1          | luglio 2004 agosto 2004     |

## Anime
La Pierrot ha tratto una serie TV dal manga per la regia di Hajime Kamegaki, trasmessa su TV Tokyo dal 6 aprile 1995 al 28 marzo 1996, per un totale di 52 episodi. La serie televisiva è ancora inedita in Italia.
La sigla di testa è Itōshii hito no tame ni (いとおしい人のために?) cantata da Akemi Sato, mentre la sigla di coda è Tokimeki no dōkasen (ときめきの導火線?) di Yukari Konno, sostituita nell'episodio 33 da Kaze no uta (風の旋律? lett. "La canzone del vento") di Chika Sakamoto (doppiatrice del personaggio di Nuriko) e da quella di testa nell'ultimo.

### Episodi
| Nº | Giapponese 「Kanji」 - Rōmaji                               | In onda           | In onda |
| Nº | Giapponese 「Kanji」 - Rōmaji                               | Giapponese        |         |
| 1  | 「伝説の少女」 - Densetsu no shōjo                          | 6 aprile 1995     |         |
| 2  | 「朱雀の巫女」 - Suzaku no miko                             | 13 aprile 1995    |         |
| 3  | 「朱雀の七星」 - Suzaku no shichisei                        | 20 aprile 1995    |         |
| 4  | 「すれちがう想い」 - Surechigau omoi                        | 27 aprile 1995    |         |
| 5  | 「とまどう鼓動」 - Tomadō kodō                              | 4 maggio 1995     |         |
| 6  | 「命果てても」 - Inochi hatetemo                            | 11 maggio 1995    |         |
| 7  | 「帰りたい…」 - Kaeritai...                                 | 18 maggio 1995    |         |
| 8  | 「逢いたい…」 - Aitai...                                    | 25 maggio 1995    |         |
| 9  | 「見えざる敵」 - Miezaru teki                               | 1º giugno 1995    |         |
| 10 | 「囚われの少女」 - Toraware no shōjo                        | 8 giugno 1995     |         |
| 11 | 「青龍の巫女」 - Seiryū no miko                             | 15 giugno 1995    |         |
| 12 | 「あなたしかいない」 - Anata shika inai                     | 22 giugno 1995    |         |
| 13 | 「愛するがゆえ」 - Aisuru ga yue                            | 29 giugno 1995    |         |
| 14 | 「砦の狼」 - Toride no ookami                               | 6 luglio 1995     |         |
| 15 | 「蘇りの都」 - Yomigaeri no miyako                          | 13 luglio 1995    |         |
| 16 | 「哀しき戦い」 - Kanashiki tatakai                          | 20 luglio 1995    |         |
| 17 | 「めぐり逢いの音[ね]」 - Meguriai no ne                     | 27 luglio 1995    |         |
| 18 | 「恋慕の罠」 - Renbo no wana                                | 3 agosto 1995     |         |
| 19 | 「ひきさかれる愛」 - Hikisakareru ai                        | 10 agosto 1995    |         |
| 20 | 「とどかぬ願い」 - Todokanu negai                           | 17 agosto 1995    |         |
| 21 | 「君を護るために」 - Kimi wo mamoru tame ni                 | 24 agosto 1995    |         |
| 22 | 「二度と離れない」 - Nido to hanarenai                      | 31 agosto 1995    |         |
| 23 | 「謀略の予兆」 - Bōryaku no yochō                           | 7 settembre 1995  |         |
| 24 | 「炎の決意」 - Honoo no ketsui                              | 14 settembre 1995 |         |
| 25 | 「愛されて、悲しくて‥‥」 - Aisarete, kanashikute....        | 21 settembre 1995 |         |
| 26 | 「星見祭りの夜」 - Hoshimi matsuri no yoru                  | 28 settembre 1995 |         |
| 27 | 「誓いの墓標」 - Chikai no bohyō                            | 5 ottobre 1995    |         |
| 28 | 「古昔之途[いにしえのみち]」 - Inishi he no michi           | 12 ottobre 1995   |         |
| 29 | 「動き出した謎」 - Ugokidashita nazo                        | 19 ottobre 1995   |         |
| 30 | 「戦いの閃光」 - Tatakai no senkō                           | 26 ottobre 1995   |         |
| 31 | 「不安の渦」 - Fuan no uzu                                  | 2 novembre 1995   |         |
| 32 | 「朱雀の宿星[ほし]に殉じて」 - Suzaku no hoshi ni junjite   | 9 novembre 1995   |         |
| 33 | 「柳宿、永遠[とわ]の別離[わかれ]」 - Nuriko, towa no wakare | 16 novembre 1995  |         |
| 34 | 「氷の防人」 - Koori no sakamori                            | 23 novembre 1995  |         |
| 35 | 「奈落の蜃気楼」 - Naraku no shinkirō                       | 30 novembre 1995  |         |
| 36 | 「踏みにじられた愛」 - Fuminijirareta ai                    | 7 dicembre 1995   |         |
| 37 | 「幻惑のぬくもり」 - Genwaku no nukumori                    | 14 dicembre 1995  |         |
| 38 | 「心の夜明け」 - Kokoro no yoake                            | 21 dicembre 1995  |         |
| 39 | 「妖しき幻想」 - Ayashiki gensō                             | 25 dicembre 1995  |         |
| 40 | 「偽りの恋」 - Itsuwari no koi                              | 4 gennaio 1996    |         |
| 41 | 「復活の陽光」 - Fukkatsu no yōkō                           | 11 gennaio 1996   |         |
| 42 | 「越えられぬ壁」 - Koerarenu kabe                           | 18 gennaio 1996   |         |
| 43 | 「決別の来同」 - Ketsubetsu no raidō                        | 25 gennaio 1996   |         |
| 44 | 「刹那の攻防」 - Setsuna no kōbō                            | 1º febbraio 1996  |         |
| 45 | 「分岐の光」 - Bunki no hikari                              | 8 febbraio 1996   |         |
| 46 | 「虚実の少年」 - Kyojitsu no shōnen                         | 15 febbraio 1996  |         |
| 47 | 「鎮魂の空」 - Chinkon no sora                              | 22 febbraio 1996  |         |
| 48 | 「この命賭けても」 - Kono inochi kaketemo                   | 29 febbraio 1996  |         |
| 49 | 「華燭の典」 - Kashoku no ten                               | 7 marzo 1996      |         |
| 50 | 「贖罪の瞬間[とき]」 - Shokuzai no toki                     | 14 marzo 1996     |         |
| 51 | 「託された希望」 - Takusareta kibō                          | 21 marzo 1996     |         |
| 52 | 「いとおしい人のために」 - Itooshii hito no tame ni         | 28 marzo 1996     |         |

### OAV

Copertina italiana del DVD del primo OAV

Copertina italiana del secondo DVD del secondo OAV

Alla serie televisiva sono state successivamente prodotte tre serie di OAV, rispettivamente di tre, sei e quattro episodi e distribuite dalla Bandai Visual. La prima serie è stata pubblicata nel 1997 si basa su una sceneggiatura non tratta dal manga che vede un primo scontro dei protagonisti contro Tenko, mentre la seconda (1998) è basata sulla seconda parte del manga. La terza (uscita del 2001 e intitolata Fushigi yûgi - Eikōden (ふしぎ遊戯 -永光伝-?)) è invece basata su due light novel di Megumi Nishizaki.
In Italia sono uscite unicamente le prime due serie di OAV, edite rispettivamente da Dynamic Italia e Dynit coi titoli Fushigi yûgi - Il gioco misterioso (ふしぎ遊戯?, Fushigi yūgi) e Fushigi yûgi 2 - Il gioco misterioso (ふしぎ遊戯 第二部?, Fushigi yūgi - Dai ni bu). La prima è stata pubblicata in un unico DVD il 16 ottobre 2002, la seconda in due DVD pubblicati rispettivamente il 30 marzo ed il 25 maggio 2005. A marzo 2013 le due serie OAV sono state pubblicate per la visione in streaming su internet sul sito Popcorn TV e sono ancora disponibili.
| Nº                                               | Titolo italiano Giapponese 「Kanji」 - Rōmaji | Pubblicazione    | Pubblicazione   |
| Nº                                               | Titolo italiano Giapponese 「Kanji」 - Rōmaji | Giapponese       | Italiano        |
| Fushigi yûgi - Il gioco misterioso (3 episodi)   | |                  |                 |
| 1                                                | Legame perduto 「失ひし絆」 - Ushinaishi kizuna | 25 ottobre 1996  | 16 ottobre 2002 |
| 2                                                | Triste lampo 「悲しき閃光」 - Kanashiki senkō | 25 ottobre 1996  | 16 ottobre 2002 |
| 3                                                | Separazione e poi... 「別離…そして」 - Wakare... soshite | 25 ottobre 1996  | 16 ottobre 2002 |
| Fushigi yûgi - Il gioco misterioso 2 (6 episodi) | |                  |                 |
| 1                                                | Primi sintomi dell'inganno 「蠱惑の胎動」 - Kowaku no taidō | 25 maggio 1997   | 30 marzo 2005   |
| 2                                                | Il bambino muto 「沈黙の童」 - Chinmoku no warabe | 25 maggio 1997   | 30 marzo 2005   |
| 3                                                | Manifestazione dell'incarnazione 「転生の発露」 - Tensei no hatsuro | 25 maggio 1997   | 30 marzo 2005   |
| 4                                                | Fiamme dell'amicizia 「友誼の焔」 - Yūgi no honō | 25 agosto 1998   | 25 maggio 2005  |
| 5                                                | L'effimero specchio d'acqua 「儚き水鏡」 - Hakanaki Mizukagami | 25 agosto 1998   | 25 maggio 2005  |
| 6                                                | Per incontrare il domani 「未来逢うために」 - Ashita au tame ni | 25 agosto 1998   | 25 maggio 2005  |
| 6                                                | Tamahome è apparso. Taka e Tasuki si svegliano, ma quando Taka si rende conto che non ha un riflesso chiede a Tasuki di non dire nulla. Chichiri entra e dice di avere problemi. Nel mondo reale una nave si avvicina a isola sconosciuta e scoppiò. Nel libro Tamahome spiega che Suzaku lo svegliò per stare con Miaka dal momento che il suo io fantasma non sopravvivrebbe, quindi spiega a tutti perché stava dormendo. Taka è arrabbiato per questa intera situazione da quando hanno lavorato così difficile per lui rinascere e Suzaku risveglia comunque Tamahome. Taka restituisce l'anello a Tamahome dal matrimonio di sua e di Miaka, poi inizia a lasciare la stanza, non prima di dire che sta tornando al mondo reale e che non ha più senso cercare i gioielli. Poi chiede a Tamahome di prendersi cura di Miaka e Tamahome lo ringrazia per essersi preso cura di lei. Tasuki trova Taka che se ne va e chiede perché se ne vada anche se le cose non sono state completate. Noriko gli chiede se si arrende su Miaka e rimane deluso dalla sua risposta. che se rimane Miaka sarà combattuta tra loro due e che la sta facendo del male. Tutti cercano di convincerlo a rimanere ricordandogli ciò che ha fatto per loro. Esprimono anche che a loro non importa se lui è un'ombra a loro piace per quello che è. Taka si scusa con loro per non averne ancora ricordi. Tasuki gli chiede se ha dimenticato come non ha mai rinunciato a lui. Taka ringrazia tutti per tutto e ritorna all'era moderna via i poteri di Suzaku. Come Taka arriva nella sua stanza a il mondo reale suona la campanella della porta: è Kisuke. Kisuke ha sentito cosa è successo e ha picchiato Taka, poi ha urlato dell'errore che Taka ha fatto e che è un vigliacco per scappare e quanto è deluso. Torna nel libro Miaka sta cercando Taka. Tasuki sta parlando con Tamahome e deve dire tutto a Miaka. Nel mondo reale, Taka esce dalla doccia e mentre si guarda allo specchio è fissato allo specchio da Tamahome, che in realtà è il riflesso di Taka con i gioielli. Si scopre che è tornato a casa dai poteri di Tenko e Suzaku.Tamahome poi dice che Miaka non tornerà mai più.While Yui e tutti cercano Taka che sta inciampando in città. Yui e gli altri si dirigono verso la scuola. Tamahome racconta Miaka che Taka lasciò, e quando si baciano, Taka decide che non può correre e che vuole stare con lei. Miaka si allontana da Tamahome e si rende conto che la Tamahome di fronte a lei non è giusta, e chiama Taka e i due si sono riuniti. L'isola che si è schiantata sulla nave si sta muovendo e si sta dirigendo verso Tokyo. Tamahome si rivela essere Yosue e tutti moriranno a meno che non lo uccidano, ma hanno tutti i poteri e i ricordi di Tamahome.Tokyo viene evacuato e nel frattempo, dopo una notte di romanticismo, Taka e Miaka parlano di cosa intendono fare una volta che la battaglia è finita. Yui e Tesuya se ne vanno, ma sono entrambi inconsapevoli del fatto che Miaka e Taka pianificano di tornare al libro. Il momento dopo il loro arrivo, Tamahome attacca Taka intrappolando Miaka nella spada. Nel frattempo Tenko estende un invito agli altri e dice loro che Taka e la Sacerdotessa sono lì. Quando Tasuki e gli altri sono pronti per la battaglia, Nyan-Nyan sembra assistere. Tornato al combattimento, Taka dice che non perderà a Tamahome o a se stesso. Tamahome lancia un'esplosione mortale verso Taka, tuttavia, dopo averlo colpito, Tamahome crede di aver sconfitto Taka, ma con suo orrore colpì Miaka invece, che riuscì a sfuggire alla sua dolorosa prigionia e si tuffò di fronte a Taka per prendere il colpo giusto in tempo.Miaka crolla e muore immediatamente su Tak a testa. Tenko si dirige verso il mondo reale ringraziando Miaka e Taka. Lo spirito di Miaka dice a Taka di essere più forte di quello che pensa e di essere con lui. Con questa forza Taka si mette in piedi contro Tamahome e si unisce a lui per tornare al vero mondo con i suoi poteri e i gioielli della memoria per sconfiggere Tenko. Gli altri guerrieri rompono la barriera e le voci di Miaka e Taka si sentono ripetere l'incantesimo di convocazione per Suzaku. Tutti e quattro gli dei arrivano nel mondo per distruggere Tenko che non è davvero un dio. Gli dei scagliano le loro raffiche e Tenki viene sconfitto. Tauki e tutti arrivano al monte Taikioku con Taitsukun, mentre Tasuki è convinto che sia morto. Micaka e Taka non sopravvissero all'esplosione ma separando le loro forze vitali dai loro corpi furono in grado di Tenko se ne è andato Miaka e Taka, ora spiriti, hanno la possibilità di materializzarsi ovunque scelgano. I loro amici dicono loro che dovrebbero tornare nel mondo reale da allora. Miaka si sveglia al suono del fratello e del fratello nds le chiede cosa c'è che non va e se lei sta bene. Poi esprime che ha paura e prima di aprire gli occhi chiede se Taka sarà lì quando aprirà gli occhi e Taka conferma che è tornato con lei e che lui è lì. Miaka ha tenuto gli ultimi tre gioielli con lei. |                  |                 |
| Fushigi yûgi - Eikōden (4 episodi)               | |                  |                 |
| 1                                                | 「神話開玄」 - Shinwa kaigen | 21 dicembre 2001 | -               |
| 2                                                | 「流砂彷白」 - Ryūsa hōhaku | 25 febbraio 2002 | -               |
| 3                                                | 「七星青輪」 - Shichisei seirin | 25 aprile 2002   | -               |
| 4                                                | 「朱翼光臨」 - Shuyoku kōrin | 25 giugno 2002   | -               |

### Sigle
Le sigle sono, rispettivamente, per la prima serie:
- Yo ga akeru mae ni (夜が明ける前に?) (iniziale)

- Ashita no watashi o shinjitai (明日の私を信じたい?) (finale)

per la seconda:
- Star di Akemi Sato (iniziale)

- Yume kamo shirenai degli S.H.E. (finale)

e per la terza 
- Chijō no seiza di Yoko Uedo (sia iniziale che finale),
- Yes – Koko ni eien ga aru di Takehito Koyasu (finale solo per l'ultimo episodio).

## Videogiochi
Nel 2005 Idea Factory ha pubblicato il videogioco Fushigi yûgi - Genbu kaiden - Gaiden - Kagami no miko (ふしぎ遊戯 玄武開伝 外伝 鏡の巫女? lett. "Il gioco misterioso - La leggenda di Genbu - Gaiden - La sacerdotessa dello specchio") per PlayStation 2 ed in seguito convertito per PlayStation Portable e Nintendo DS rispettivamente nel 2006 e nel 2009.
Nel 2008 la stessa azienda pubblicò anche Fushigi yûgi - Suzaku ibun (ふしぎ遊戯 朱雀異聞? lett. "Il gioco misterioso - Un'altra storia di Suzaku") per PlayStation 2, ispirato alla serie animata.

## Accoglienza
Retrospettivamente, la rivista Famitsū ha classificato Miaka Yuki come la ventiquattresima eroina più famosa degli anime degli anni '90.
Liz Adler di CBR.com ha classificato Miaka Yuki come la quinta protagonista più amata degli shōjo.